# Hans Peter Syndikus
Hans Peter Syndikus (* 10. November 1927; † 27. April 2021 in Weilheim in Oberbayern) war ein deutscher Klassischer Philologe und Gymnasiallehrer.

## Werdegang
Nach dem Studium der Klassischen Philologie legte Syndikus das Staatsexamen für das Höhere Lehramt ab und wurde 1958 an der Universität München mit einer Arbeit zu Lukan promoviert. Danach unterrichtete er bis zu seiner Pensionierung 1992 an verschiedenen bayerischen Gymnasien, zuletzt als Studiendirektor am Gymnasium Weilheim. Er veröffentlichte zahlreiche Aufsätze, Lexikonartikel und Rezensionen zur lateinischen Dichtung, vor allem aber für Schule und Studium gedachte Gesamtinterpretationen zum lyrischen Werk des Horaz, zu den Gedichten Catulls und zu den Elegien des Properz auf dem jeweils aktuellen Stand der Forschung.

## Schriften (Auswahl)
Monographien
- Lucans Gedicht vom Bürgerkrieg. Untersuchungen zur epischen Technik und zu den Grundlagen des Werkes. Dissertation München 1958.
- Die Lyrik des Horaz. Eine Interpretation der Oden. Wissenschaftliche Buchgesellschaft, Darmstadt 1973; 2., unveränderte Aufl. 1990; 3., völlig neu bearbeitete Aufl. 2001, ISBN 3-534-15180-1. Rezension von: R. G. M. Nisbet, in: The Classical Review (New Series) 25, 1975, 212–214.
- Catull. Eine Interpretation. Wissenschaftliche Buchgesellschaft, Darmstadt 1984; 2., unveränderte Aufl. 1994; Sonderausgabe 2001 mit einem bibliographischen Nachtrag in Teil III, ISBN 3-534-15069-4.
- Die Elegien des Properz. Eine Interpretation. Wissenschaftliche Buchgesellschaft, Darmstadt 2010, ISBN 978-3-534-23213-0.

Aufsätze und Vorträge
- Die Odyssee Homers. Vortrag gehalten am 27. Februar 1996, Sonderschrift, Verein der Freunde und Förderer des Gymnasiums, Weilheim 1996.
- Horaz und die elegischen Dichter. In: Anna Elissa Radke (Hrsg.): Candide iudex. Beiträge zur augusteischen Dichtung. Festschrift für Walter Wimmel zum 75. Geburtstag. Franz Steiner Verlag, Stuttgart 1998, ISBN 3-515-07164-4, S. 375–398 (Auszug online).
- The Second Book. In: Hans-Christian Günther (Hrsg.): Brill’s Companion to Propertius. Brill, Leiden 2006. Rezension von: Christina Shuttleworth, in: Bryn Mawr Classical Review 2008.08.31 (online).
- Die römischen Oden des Horaz. Eine neue Sicht nach den Fehldeutungen des 19. und 20. Jahrhunderts. Vortrag, 24. Oktober 2008, Accademia di studi italo-tedeschi, Meran (Video).
- The Roman Odes. In: Gregson Davis (Hrsg.): A companion to Horace. Wiley-Blackwell, 2010 (Blackwell companions to the ancient world), ISBN 978-1-4051-5540-3, S. 193–209.
- Das Wesen der augusteischen Dichtung, In: Augustus und Rom: 2000 Jahre danach. Hg. von Hans-Christian Günther und Paolo Fedeli. Nordhausen 2015 (Studia Classica et Mediaevalia 9), S. 67–136.